# Pygora ignita
Pygora ignita är en skalbaggsart som beskrevs av John Obadiah Westwood 1879. Pygora ignita ingår i släktet Pygora och familjen Cetoniidae. Inga underarter finns listade i Catalogue of Life.